# Wassili Alexejewitsch Iskowskich
Wassili Alexejewitsch Iskowskich (russisch Василий Алексеевич Исковских, englische Transkription Vasilii Alekseevich Iskovskikh; * 1. Juli 1939 in der Oblast Tschkalow; † 4. Januar 2009) war ein russischer Mathematiker.
Iskowskich wurde 1968 an der Lomonossow-Universität bei Yuri Manin promoviert und habilitierte sich 1980 (russischer Doktortitel). Er war Professor am Steklow-Institut und der Lomonossow-Universität.
Er befasste sich mit algebraischer Geometrie, speziell algebraischen Varietäten in 3 und mehr Dimensionen (Birationale Klassifikation, Rationalitätsproblem, Fano-Varietäten), mathematischer Logik, Zahlentheorie und Algebra. Mit Manin fand er 1971 Fano-Varietäten in 3 Dimensionen, die uniratonal, aber nicht rational sind (glatte quartische 3-Varietäten), ein Gegenbeispiel zum Lüroth-Problem (nach Jacob Lüroth). In Dimension 2 sind sie dagegen rational (Del-Pezzo-Flächen).
Er war Invited Speaker auf den Internationalen Mathematikerkongress in Warschau 1983 (Algebraic 3-folds with special regard to the problem of rationality). Iskowskich war korrespondierendes Mitglied der Russischen Akademie der Wissenschaften und Ehrendoktor der Universität Turin.

## Schriften
- mit Igor Schafarewitsch: Algebraic Surfaces,  I. R. Shafarevich: Algebraic Geometry II, Encyclopedia of Mathematical Sciences 23, Springer 1996, S. 127–154 (zuerst russisch 1989)
- mit Yuri Manin: Dreidimensionale Quartiken und Gegenbeispiele zum Lüroth-Problem. (Russisch), Mat. Sbornik, Band 86, 1971, S. 140–166
- mit Yu. G. Prokhorov: Fano Varieties. In A. N. Parshin, I. Shafarevich: Algebraic Geometry V. Encyclopedia of Mathematical Sciences, Springer, 1999
- Fano 3-folds. (Russisch), Teil 1,2, Mat. USSR Izv., Band 11, 1977, S. 485–527, Band 12, 1978, S. 469–506